# 德國聯邦經濟及能源部
聯邦經濟及氣候保護部（德語：Bundesministerium für Wirtschaft und Klimaschutz）是1949年所成立的德國聯邦政府部會之一。在1998年以前稱為联邦經濟部。1998年与2002年称为“聯邦經濟及科技部”。2002年，該部與德國其他部會合併，组建聯邦經濟與勞工部。2005年，德国政府重新组建聯邦經濟及科技部。2013年，联邦经济和科技部撤销，调整组建“经济及能源部”，2021年再改組為聯邦經濟及氣候保護部。

## 组织机构
设机构8个、特殊机构6个。

### 内设机构
- 中央司（Zentralabteilung，Z）
- 歐洲政策司（Europapolitik，E）
- 經濟政策司（Wirtschaftspolitik，Ⅰ）
- 中小企業政策司（Mittelstandspolitik，Ⅱ）
- 能源政策司（Energiepolitik，Ⅲ）
- 工業政策司（Industriepolitik，Ⅳ）
- 對外經濟司（Außenwirtschaftspolitik，Ⅴ）
- 通信与邮政政策司（Kommunikations- und Postpolitik，Ⅵ）
- 科技政策司（Technologiepolitik，Ⅶ）

### 特殊机构
- 联邦企业综合管理局（Bundeskartellamt，BKartA）
- 联邦经济与出口管制局（德语：BAFA）（Bundesamt für Wirtschaft und Ausfuhrkontrolle，BAFA）
- 联邦电力、燃气、通讯、邮政及铁路网络管理局（Bundesnetzagentur für Elektrizität, Gas, Telekommunikation, Post und Eisenbahnen，BNetzA）
- 联邦材料研究与测试研究所（Bundesanstalt für Materialforschung und -prüfung，BAM）
- 联邦物理技术研究所（Physikalisch-Technische Bundesanstalt，PTB）
- 联邦地球科学与自然资源研究所（Bundesanstalt für Geowissenschaften und Rohstoffe，BGR）